# Heumen
Heumen è una municipalità dei Paesi Bassi di 17 021 abitanti (2022) situata nella provincia della Gheldria.